# Mysz etiopska
Mysz etiopska (Mus mahomet) – gatunek gryzonia z rodziny myszowatych, występujący w Afryce Wschodniej.

## Systematyka
Gatunek został opisany naukowo w 1896 roku przez S.N. Rhoadsa. Należy do podrodzaju Nannomys. Był uznawany za podgatunek myszy subsaharyjskiej (Mus musculoides). W Kenii i Ugandzie występuje sympatrycznie z myszą karłowatą (Mus minutoides), a w Etiopii sympatrycznie lub parapatrycznie z myszą płochliwą (Mus setulosus).

## Biologia
Myszy etiopskie żyją w Etiopii, Erytrei, Kenii i Ugandzie; w dwóch ostatnich krajach granice zasięgu są niepewne. Na wyżynach Etiopii występuje od 1500 do 3400 m n.p.m. Prowadzi naziemny tryb życia, zamieszkuje górskie lasy, busz i tereny trawiaste. Nie jest dla człowieka komensalem, ale umie się przystosować do przekształconego przez niego środowiska.

## Populacja
Mysz etiopska ma stabilną populację; w pewnym stopniu zagraża jej wycinka lasów na opał i pod pastwiska, ale gryzoń ten potrafi przystosować się do życia na terenach rolniczych. Zamieszkuje m.in. Park Narodowy Bale w Etiopii. Jest uznawana za gatunek najmniejszej troski.